# Мертвечина (фильм)
«Мертвечина» (англ. Dead Meat, иное название «Мёртвое мясо») — ирландский фильм ужасов 2004 года режиссёра Конора МакМахона.

## Сюжет

### Пролог
В Ирландии распространяется эпидемия среди коров. Люди в химзащитных костюмах загоняют коров в стойла и там их запирают. На одного из мужчин неожиданно нападет корова и загрызает его.

### Основная часть
В это время молодая пара едет на своём автомобиле в определённом направлении и вскоре случайно сбивает попавшегося им на пути человека. Тогда мужчина Марти решает положить труп сбитого человека в багажник, однако мертвец оживает и кусает Марти. В борьбе с ожившим трупом мужчина разбивает ему голову домкратом. Подруга Марти Хелена, в свою очередь, отправляется за помощью в соседний дом, так как Марти не может самостоятельно двигаться. Хелена заходит в дом и обнаруживает его обстановку в полном запустении, к тому же, вскоре, ей попадается на глаза и труп человека. Немногим позже в дом заходит сам Марти, который уже превратился в зомби, и набрасывается на Хелену. В ходе ожесточённой схватки, Хелена расправляется с Марти, высосав его мозги пылесосом. После этого вокруг появляются новые живые мертвецы, а Хелена спасается бегством. Добежав до дороги, она чуть не попадает под колёса проезжающего автомобиля, который принадлежит могильщику Дезмонду. Он-то и подбирает Хелену.

## В ролях
| Актёр         | Роль          |
| ------------- | ------------- |
| Мэриэн Араужо | Хелена        |
| Эйн Вилан     | Cathal Cheunt |
| Дэвид Райан   | Мартин        |
| Эми Редмонд   | Френси        |